# Uranoscopus tosae
Uranoscopus tosae är en fiskart som först beskrevs av David Starr Jordan och Carl Leavitt Hubbs 1925.  Uranoscopus tosae ingår i släktet Uranoscopus och familjen Uranoscopidae. Inga underarter finns listade i Catalogue of Life.